# Enrico Massignani
Enrico Massignani (ur. 7 lutego 1976 w Valdagno) – włoski duchowny katolicki, podsekretarz pomocniczy Dykasterii ds. Duchowieństwa od 2024.

## Życiorys
7 czerwca 2003 otrzymał święcenia kapłańskie i został inkardynowany do diecezji Vicenza. 12 marca 2024 został mianowany przez papieża Franciszka podsekretarzem pomocniczym Dykasterii ds. Duchowieństwa.